# Dusičnan cíničitý
Dusičnan cíničitý je anorganická sloučenina s chemickým vzorcem Sn(NO3)4. Je to těkavá bílá pevná látka, která sublimuje při 40 °C ve vakuu. Na rozdíl od jiných dusičnanů reaguje s vodou za vzniku oxidu dusičitého.

## Příprava
Dusičnan cíničitý byl poprvé připraven v 60. letech 20. století reakcí chloridu cíničitého s oxidem dusičným při teplotě −78 °C:
SnCl4 + 4 N2O5 → Sn(NO3)4 + 4 NO2Cl
Pokusy o přípravu dusičnanu cíničitého z oxidu cínatého s kyselinou dusičnou vedly k tvorbě dusičnanu cínatého.

## Vlastnosti
Dusičnan cíničitý tvoří jednoklonné krystaly, které se ve vodě rozkládají, ale jsou stabilní v kyselých roztocích. Je rozpustný v chloridu uhličitém. S dusičnany alkalických kovů tvoří komplexy o složení: Cs2[Sn(NO3)6].